# 格雷格·凯特
格雷戈里·富勒·凱特（英語：Gregory Fuller Kite，1961年8月5日—），美國NBA联盟前職業籃球運動員。
他是來自楊百翰大學一個185.42米的中鋒，在他4年的大學生涯中，Kite平均每場贏得6.4分和7.6個籃板。後來他在1983年NBA選秀中第被波士頓凱爾特人隊選中。他在1984年和1986年贏得了兩個冠軍戒指，然後在1988年初被球隊解僱。
他然後為洛杉磯快船隊和其他五個NBA球隊，包括12場比賽，夏洛特黃蜂隊在1988-89賽季的首個賽季。當他為奧蘭多魔術隊打球時，他公開批評球隊在他們贏得1992年NBA選秀獎並簽名。後來沙基·奧尼爾沒有給他合理的報酬，他完成了這個賽季與大陆篮球协会的拉皮德尖叫隊。
目前他居住在佛羅里達州，是佛羅里達籃球協會的專員和財務顧問。